# Böhme (rivière)
Pour les articles homonymes, voir Böhme.
Le Böhme est un affluent d'une longueur de 71 km de la rivière Aller dans le Nord de l'Allemagne dans l'arrondissement de la Lande.

## Géographie
Elle traverse les villes de Soltau, Dorfmark, Bad Fallingbostel et Walsrode.

## Galerie

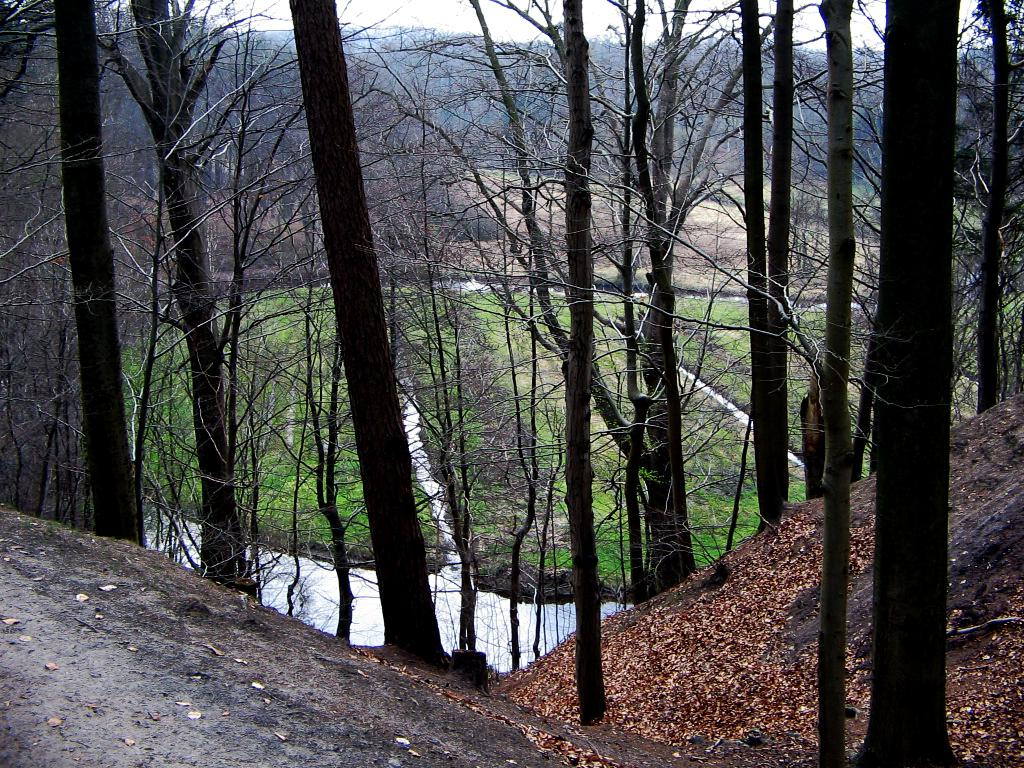
Vallée de la Böhme près de Bad Fallingbostel
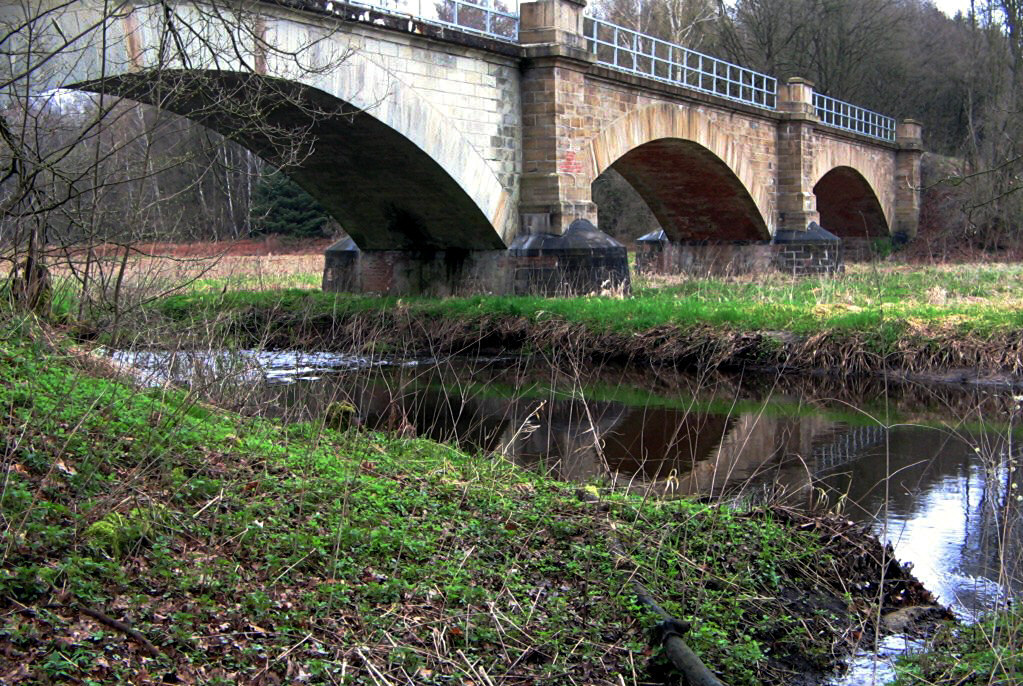
Pont des chemins de fer entre Bomlitz et Walsrode